# Хімічний склад річкових вод басейну Дністра
Хімічний склад річкових вод басейну Дністра — вміст розчинених у річкових водах басейну Дністра хімічних речовин — основних (головних) іонів, біогенних речовин, мікроелементів, значення мінералізації та твердості води. Річка Дністер є транскордонною (протікає територією України та Молдови), впадає в Чорне море, утворюючи Дністровський лиман.

## Умови формування хімічного складу річкових вод басейну
Басейн р. Дністер поділяється на три характерні частини, кожна з яких має особливості стосовно рельєфу, клімату, ґрунтів, рослинності та гідрологічних умов:
1) верхня — гірська (карпатська), в якій розташовано верхів'я самого Дністра та басейни його верхніх приток до р. Стрв'яж;
2) середня — волино-подільська рівнинна (Західний Лісостеп), яка займає найбільшу за площею частину басейну;
3) нижня — південна рівнинна (степова), що примикає до Чорного моря.
У верхній гірській частині басейну Дністра річки протікають серед піщано-глинистих порід флішу, пісковиків,
аргілітів, бідних на розчинні солі, серед підзолистих та лісових буроземних ґрунтів. Літологічний склад порід, характер ґрунтів і велика кількість атмосферних опадів зумовлюють малу мінералізацію річкових вод (120–300 мг/дм³) і гідрокарбонатно-кальцієвий склад.
В середній частині басейну — інші умови впливають на формування хімічного складу води лівих приток Дністра в межах рівнинного ландшафту Західного Лісостепу. У північно-західній частині її (Розточчя) на хімічний склад річкових вод впливають багаті на карбонати і гіпс відклади порід. Східна частина басейну Дністра (розташовані річки Зубра, Свірж, Гнила Липа, Нараївка, Золота Липа) є горбистою рівниною Волино-Подільської височини (Опілля), утвореною товщею осадових порід. Формування хімічного складу вод тут відбувається під впливом помірного зволоження та значного поширення мергелів, вапняків і гіпсоангідритів. Серед вапняків значно розвинутий карст. Хімічний склад води в річках переважно гідрокарбонатно-кальцієвий, з мінералізацією близько 500 мг/дм³.
У нижній частині басейну Дністра (Реут, Ікель, Бик, Ботна) є горбистий дуже порізаний підвищений район (Кодри). Формування хімічного складу в нижній частині басейну Дністра на території Молдови відбувається під впливом недостатнього зволоження і поширення порід різної промитості: у Кодрах — піщано-глинистих; у південно-степовій зоні — піщано-глинистих і глинистих порід сульфатно-натрієвого і гідрокарбонатного засолення; у південно-степовій зоні — піщано-глинистих порід сульфатно-хлоридного засолення. Хімічний склад води у верхів'ях річок гідрокарбонатний, а в нижній течії — гідрокарбонатно-сульфатний, сульфатно-гідрокарбонатний.

## Гідрохімічний режим
У басейні Дністра в цілому стік формується в зимово-весняний період (лютий-березень) внаслідок танення снігу і випадання дощів, а також у теплу пору року під час злив. В гірській частині басейну Дністра протягом спостерігаються паводки. Тому тут вирізняють: роки з переважанням весняної повені і роки з переважанням паводків у літньо-осінній період; роки з безперервними паводками протягом року.
Під час весняної повені за узагальненими багаторічними даними гідрохімічного моніторингу гідрометслужби України (понад 60 років спостережень) у гірській частині Карпат води поверхнево-схилового стоку, які надходять у руслову мережу мають мінімальну мінералізацію в межах 37-150 мг/дм³ і твердість води 0,8-1,5 ммоль/дм³. В іонному складі переважають гідрокарбонати і кальцій.
Мінералізація річкових вод по території збільшується з півночі на південь. У водах весніної повені, які формуються на схилах Волино-Подільської височини, мінімальна мінералізація спостерігається під час піку повені, коливається в межах 170–300 мг/дм³, а твердість води становить 1,5-3,5 ммоль/дм³. Переважають гідрокарбонати і кальцій.
У південній степовій частині басейну р. Дністер у річках Реут та Ботна мінералізація води в цей час коливається у межах 430–660 мг/дм³, а твердість становить 3,4-5,6 ммоль/дм³. У складі тут переважають гідрокарбонати, сульфати, натрій і кальцій. На правобережжі Дністра виділяються річки азонального лісостепового району — Кодри (Молдова) (Ікель, Бик, Пожарна). У період весняної повені мінералізація води у них становить 420–545 мг/дм³, а твердість 4,3-5,9 ммоль/дм³. Домінють гідрокарбонати і кальцій.

1. Середні багаторічні концентрації основних іонів та мінералізація річкових вод у моніторингових створах басейну Дністра, мг/дм³
| Річка — пункт, сезон             | Ca2+ | Mg2+ | Na+K+ | HCO− 3 | SO2− 4 | Cl−  | Мінералізація води |
| -------------------------------- | ---- | ---- | ----- | ------ | ------ | ---- | ------------------ |
| Весняна повінь                   |      |      |       |        |        |      |                    |
| Стрий — с. Новий Кропивник       | 31,6 | 7,6  | 9,5   | 102,3  | 25,7   | 11,1 | 188                |
| Свіча (річка) — с. Зарічне       | 18,7 | 4,7  | 5,5   | 46,8   | 25,8   | 15,7 | 117                |
| Лімниця — с. Перевозець          | 24,1 | 5,5  | 9,2   | 67,7   | 26,3   | 15,8 | 149                |
| Дністер — м. Самбір              | 51,5 | 9,9  | 15    | 147,8  | 33,9   | 20,3 | 278                |
| Дністер — м. Галич               | 31,9 | 8,1  | 11,3  | 88,6   | 39,9   | 20,9 | 201                |
| Дністер — м. Могилів-Подільський | 59,9 | 17,1 | 22,3  | 196,1  | 59,7   | 55,6 | 411                |
| Дністер — м. Бендери, Молдова    | 73,6 | 22,5 | 47,7  | 247,2  | 94,8   | 45,4 | 531                |
| Літньо-осіння межень             |      |      |       |        |        |      |                    |
| Стрий — с. Новий Кропивник       | 38,4 | 11   | 9,7   | 145,7  | 31,6   | 10,7 | 247                |
| Свіча — с. Зарічне               | 26   | 7,8  | 15,5  | 79,2   | 30,3   | 24,7 | 184                |
| Лімниця — с. Перевозець          | 24,4 | 6,9  | 8,8   | 89,5   | 40,2   | 15,5 | 170                |
| Дністер — м. Самбір              | 61,1 | 17,8 | 18,1  | 226,2  | 55,1   | 40,2 | 419                |
| Дністер — м. Галич               | 41,5 | 16,2 | 29,7  | 110,4  | 76,4   | 64,3 | 339                |
| Дністер — м. Могилів-Подільський | 58,7 | 15,2 | 23,6  | 172,1  | 42,7   | 43,1 | 355                |
| Дністер — м. Бендери, Молдова    | 64,3 | 21,3 | 46,9  | 214,3  | 79,6   | 55,7 | 482                |
| Зимова межень                    |      |      |       |        |        |      |                    |
| Стрий — с. Новий Кропивник       | 52,4 | 13,3 | 11,9  | 189,3  | 30,3   | 14,5 | 312                |
| Свіча — с. Зарічне               | 25,9 | 5,4  | 19,3  | 82,6   | 31,8   | 43,6 | 209                |
| Лімниця — с. Перевозець          | 36,3 | 9,7  | 15,7  | 72,0   | 43,4   | 27,4 | 205                |
| Дністер — м. Самбір              | 56,6 | 29,4 | 17,8  | 168,5  | 48,9   | 27,3 | 349                |
| Дністер — м. Галич               | 46,4 | 14,4 | 31,2  | 120,3  | 77,8   | 55,5 | 346                |
| Дністер — м. Могилів-Подільський | 76,8 | 17,8 | 50,8  | 243,2  | 92,4   | 42,6 | 524                |
| Дністер — м. Бендери, Молдова    | 85,6 | 28,5 | 60,4  | 237,1  | 115,6  | 61,9 | 589                |

Літня межень у гірській частині басейну Дністра досить слабко виражена. Тут протягом літнього періоду проходить серія зливових паводків, що призводить до значного розбавлення річкових вод. Це зумовлює відносно невисоку мінералізацію річкових вод у літній період — 120–200 мг/дм³, що незначно перевищує її у період весняної повені. Переважають гідрокарбонати і кальцій. У передгірській частині у водах правих приток мінералізація становить 200–400 мг/дм³. Поряд з цим, у районах дренування високомінералізованих підземних вод зустрічаються малі річки, склад яких відповідає хлоридному класу (Колодниця, Свіча та ін.).
У лівих притоках Дністра, що протікають серед карбонатних порід Розточчя, у складі води переважають гідрокарбонати, мінералізація води досягає 400–500 мг/дм³.
У річках, які протікають на південних схилах Подільського плато і пересікають Товтровий кряж, мінералізація води досягає 700–800 мг/дм³ (Смотрич, Мурафа, Марківка, Кам'янка), твердість води — 5,6-9,2 ммоль/дм³. Склад води переважно гідрокарбонатно-кальцієвий.
Річки південної степової правобережної частини басейну Дністра (Реут, Ботна) мають мінералізацію води від 1,5 до 10 г/дм³, при твердості 10-30 ммоль/дм³. У складі води домінують гідрокарбонати з сульфатами і хлоридами та натрій і магній.
У цих річках спостерігається незадовільна якість води за рахунок природних чинників — перевищення мінералізації та твердості води для прісних вод та ГДК для джерел питного водопостачання.
У Кодрах (Молдова) формуються річкові води з мінералізацією 1,1-1,6 г/дм³, з твердістю 7,5-16,7 ммоль/дм³. Склад води гідрокарбонатно-сульфатний магнієвий.
Зимова межень найбільш чітко виражена у гірській частині басейну Дністра, де завдяки стійкому льодовому покриву русові води ізольовані від впливу атмосферних опадів і живлення їх відбувається повністю за рахунок підземних вод. У цей час мінералізація річкових вод досягає 260–330 мг/дм³ з твердістю 7,5-16,7 ммоль/дм³. У лівих притоках Дністра на схилах Подільського плато мінералізація 500–600 мг/дм³, з твердістю 4,7-7,3 ммоль/дм³. Склад води гідрокарбонатно-кальцієвий.

2. Середні багаторічні концентрації біогенних речовин — загального заліза (Fe), мінерального фосфору (P), кремнію (Si), сполук азоту (NO−
3, NO−
2, NH+
4), мг/дм³ та значення біхроматної окиснюваності (БО, мг О/дм³) у річкових водах за моніторинговими створами басейну Дністра
| Річка — пункт, сезон             | Fe   | P     | Si  | NO− 3 | NO− 2 | NH+ 4 | БО   |
| -------------------------------- | ---- | ----- | --- | ----- | ----- | ----- | ---- |
| Весняна повінь                   |      |       |     |       |       |       |      |
| Стрий — с. Новий Кропивник       | 0,26 | 0,021 | 2,9 | 0,044 | 0,005 | 0,187 | 22,6 |
| Свіча — с. Зарічне               | 0,15 | 0,019 | 2,6 | 0,014 | 0,008 | 0,671 | 22,5 |
| Лімниця — с. Перевозець          | 0,25 | 0,019 | 2,5 | 0,032 | 0,031 | 0,991 | 23,9 |
| Дністер — м. Самбір              | 0,28 | 0,035 | 5,5 | 0,062 | 0,028 | 1,162 | 14,5 |
| Дністер — м. Галич               | 0,40 | 0,068 | 3,5 | 0,039 | 0,014 | 1,654 | 18,2 |
| Дністер — м. Могилів-Подільський | 0,19 | 0,061 | 3,5 | 0,083 | 0,061 | 1,318 | 18,4 |
| Дністер — м. Бендери, Молдова    | 0,25 | 0,037 | 2,7 | -*    | 0,040 | -     | 11,7 |
| Літньо-осіння межень             |      |       |     |       |       |       |      |
| Стрий — с. Новий Кропивник       | 0,18 | 0,052 | 3,1 | 0,016 | 0,006 | 0,590 | 13,6 |
| Свіча — с. Зарічне               | 0,21 | 0,048 | 3,1 | 0,025 | 0,016 | 0,860 | 19,3 |
| Лімниця — с. Перевозець          | 0,29 | 0,067 | 3,9 | 0,028 | 0,017 | 0,910 | 21,1 |
| Дністер — м. Самбір              | 0,23 | 0,043 | 4,8 | 0,025 | 0,028 | 0,920 | 18,2 |
| Дністер — м. Галич               | 0,22 | 0,050 | 3,9 | 0,028 | 0,026 | 0,890 | 22,7 |
| Дністер — м. Могилів-Подільський | 0,26 | 0,027 | 3,9 | 0,023 | 0,007 | 0,340 | 19,1 |
| Дністер — м. Бендери, Молдова    | 0,21 | 0,035 | 2,7 | -     | 0,013 | -     | 13,5 |
| Зимова межень                    |      |       |     |       |       |       |      |
| Стрий — с. Новий Кропивник       | 0,12 | 0,098 | 2,3 | 0,212 | 0,007 | 0,632 | 16,2 |
| Свіча — с. Зарічне               | 0,21 | 0,087 | 2,9 | 0,025 | 0,007 | 0,905 | 13   |
| Лімниця — с. Перевозець          | 0,18 | 0,053 | 2,4 | 0,017 | 0,017 | 1,232 | 16,2 |
| Дністер — м. Самбір              | 0,13 | 0,047 | 3,8 | 0,030 | 0,012 | 0,780 | 10,1 |
| Дністер — м. Галич               | 0,35 | 0,071 | 3,1 | 0,044 | 0,017 | 0,967 | 21,3 |
| Дністер — м. Могилів-Подільський | 0,23 | 0,049 | 5,1 | 0,053 | 0,022 | -     | 17   |
| Дністер — м. Бендери, Молдова    | 0,30 | 0,041 | 2,4 | -     | 0,009 | -     | 11,3 |

Примітка: -* — показник не визначався.
Річка Дністер залежно від умов живлення, фізико-географічних особливостей поділяється на три ділянки: верхню — карпатську (від витока до с. Нижнів); середню — Волино-Подільську (від с. Нижнів до м. Дубоссари); нижню (від м. Дубоссари до гирла). Формування гідрохімічного режиму Дністра зумовлюється гідрологічним режимом. Спостерігається зростання мінералізації та твердості води
вниз за течією Дністра, відповідно від 200 до 600 мг/дм³ та від 2,5 до 6 ммоль/дм³.
3. Середні багаторічні концентрації важких металів (міді — Cu, цинку — Zn та хрому — Cr) у річкових водах за моніторинговими створами басейну Дністра, мкг/дм³ 
| Річка — пункт, сезон       | Cu  | Zn  | Cr   |
| -------------------------- | --- | --- | ---- |
| Весняна повінь             |     |     |      |
| Стрий — с. Новий Кропивник | 3   | 3   | 8    |
| Свіча — с. Зарічне         | 1   | 3   | 8    |
| Лімниця — с. Перевозець    | 3   | 3   | 10   |
| Дністер — м. Галич         | 3,8 | 3,3 | 16,2 |
| Літньо-осіння межень       |     |     |      |
| Стрий — с. Новий Кропивник | 10  | 1   | 22   |
| Свіча — с. Зарічне         | 1   | 3   | 2,5  |
| Лімниця — с. Перевозець    | 3   | 5   | 14,5 |
| Дністер — м. Галич         | 2,6 | 6,3 | 15   |
| Зимова межень              |     |     |      |
| Стрий — с. Новий Кропивник | 8   | 3   | 11,5 |
| Свіча — с. Зарічне         | 20  | 10  | 7    |
| Лімниця — с. Перевозець    | 1   | 3,5 | 9,5  |
| Дністер — м. Галич         | 9,9 | 4,5 | 17,2 |

Відомо, що біля смт Біляївка знаходиться водозабір м. Одеси. Треба відзначити, що за показниками хімічного складу вод, які формуються за рахунок природних чинників (основні іони, мінералізація), вода Дністра задовольняє вимогам для питного водопостачання (див. табл. 1-3).